# Gewone koraalduivel
De gewone koraalduivel (Pterois volitans) behoort tot de familie van de schorpioenvissen. Het is een rifbewoner met een lengte van ongeveer 40 centimeter. Het natuurlijke leefgebied loopt van Oost-Afrika via Indonesië en Japan tot Australië. Tegenwoordig is de vis ook in het Caribisch gebied te vinden, waarschijnlijk door het vrijlaten of ontsnappen van vissen uit aquaria. Waarschijnlijk heeft hij zich van daaruit verder verspreid tot in Brazilië.
Dodelijke slachtoffers zijn nooit gerapporteerd, maar de vis kan met zijn giftige stekels zeer pijnlijke steken uitdelen. De koraalduivel kan bij provocatie agressief reageren en moet dan ook voorzichtig worden benaderd.
De vis jaagt 's avonds op kleine vissen, mosselen, garnalen en krabben. Hij probeert deze dan in een hoek te drijven door zijn vinnen uit te spreiden. Hij benadert daarbij zijn prooi uiterst langzaam en voorzichtig. Als deze zeer dichtbij is gekomen, klapt hij de vinnen terug en schiet razendsnel naar voren, om met vooruitgestoken bek de prooi op te happen. Overdag verschuilt de gewone koraalduivel zich in spleten, onder rotsen of bij koraalformaties.
De publicatie van de eerste geldige naam voor deze soort door Linnaeus in de tiende editie van Systema naturae, als Gasterosteus volitans, was gebaseerd op beschrijvingen van vooral Nederlanders (onder wie Johan Frederik Gronovius) omdat de soort op dat moment alleen nog van Ambon bekend was, in die tijd nog Nederlands koloniaal gebied.